# Arenicolidae
Arenicolidae zijn een familie van mariene borstelwormen (Polychaeta). Deze zeepieren zijn algemeen verspreid. Ze leven meestal in graafgangen in zandige bodem. Ze zijn zelf zelden te zien maar verraden hun aanwezigheid door de hoopjes zandslierten die ze achterlaten en die bij laag tij op het strand te zien zijn.

## Geslachten
- Abarenicola Wells, 1959
- Archarenicola Horwood, 1912 †
- Arenicola Lamarck, 1801
- Arenicolides Mesnil, 1898
- Branchiomaldane Langerhans, 1881

### Synoniemen
- Chorizobranchus Quatrefages, 1866 => Arenicola Lamarck, 1801
- Clymenides Claparède, 1863 => Arenicola Lamarck, 1801
- Protocapitella Berkeley & Berkeley, 1932 => Branchiomaldane Langerhans, 1881